# Trégarvan
Trégarvan (en bretó Tregarvan) és un municipi francès, situat a la regió de Bretanya, al departament de Finisterre. L'any 2006 tenia 138 habitants.

## Demografia
| 1962                                       | 1968 | 1975 | 1982 | 1990 | 1999 |
| ------------------------------------------ | ---- | ---- | ---- | ---- | ---- |
| 328                                        | 274  | 224  | 192  | 164  | 146  |
| Des de 1962: població sense dobles comptes |      |      |      |      |      |

## Administració
| Període   | Identitat              | Partit |
| --------- | ---------------------- | ------ |
| 2001-2008 | Frédérick Morley-Pegge |        |
| 2008-     | Jean-Jacques Plourin   |        |